# Aeroflot Cargo
Aeroflot Cargo (Russisch: Аэрофлот Карго) was een Russische luchtvrachtmaatschappij met haar thuisbasis in Moskou.

## Geschiedenis
Aeroflot Cargo is opgericht op 26 oktober 2005 door Aeroflot Russian Airlines en werd als een aparte maatschappij geregistreerd op 19 april 2006.De eerste vlucht werd uitgevoerd op 15 december 2006.

## Bestemmingen
Aeroflot Cargo voert lijnvluchten uit naar:(juli 2007)
- Frankfurt, Helsinki, Hongkong, Moskou, Novosibirsk, Peking, Seoel, Shanghai, Tokio.

## Vloot
de vloot van Aeroflot Cargo bestaat uit:(juli 2007)
- 4 Douglas DC-10-40

In bestelling zijn vrachtvliegtuigen van het type Ilyushin IL-96F en MD-11F.